# Episodi di Descendants: Wicked World (prima stagione)
La serie animata Descendants: Wicked World ha 18 episodi ed è stata trasmessa sul canale statunitense Disney Channel dal 18 settembre 2015.
In Italia è andata in onda il 14 novembre dello stesso anno su Disney Channel e in seguito su Rai Gulp.
| n° | Titolo originale            | Titolo italiano                         | Prima TV USA      | Prima TV Italia  |
| -- | --------------------------- | --------------------------------------- | ----------------- | ---------------- |
| 1  | Evie's Explosion of Taste   | I cupcake di Evie                       | 18 settembre 2015 | 14 novembre 2015 |
| 2  | Mal's Digi-Image Problem    | Un problema di immagine digitale di Mal | 25 settembre 2015 | 14 novembre 2015 |
| 3  | Audrey's New Do? New Don't! | Nuova pettinatura per Audrey            | 2 ottobre 2015    | 21 novembre 2015 |
| 4  | Careful What You Wish For   | Attenti a cosa si desidera              | 9 ottobre 2015    | 21 novembre 2015 |
| 5  | Voodoo? You Do              | Di nuovo a casa                         | 16 ottobre 2015   | 28 novembre 2015 |
| 6  | Lamp Sweet Lamp             | Lampada dolce lampada                   | 23 ottobre 2015   | 28 novembre 2015 |
| 7  | Genie Chic                  | Nella casa del genio                    | 6 novembre 2015   | 20 febbraio 2016 |
| 8  | Puffed Deliciousness        | Prelibatezze raffinate                  | 20 novembre 2015  | 20 febbraio 2016 |
| 9  | Good is the New Bad         | Il male è il nuovo bene                 | 27 novembre 2015  | 27 febbraio 2016 |
| 10 | Spirit Day                  | La giornata dello spirito scolastico    | 4 dicembre 2015   | 27 febbraio 2016 |
| 11 | I'm Your Girl               | I'm Your Girl                           | 11 dicembre 2015  | 5 marzo 2016     |
| 12 | Mash It Up                  | Una festa a più temi                    | 13 dicembre 2015  | 5 marzo 2016     |
| 13 | All Hail the New Q.N.I.B.   | La reginetta del ballo                  | 5 luglio 2016     | 7 ottobre 2016   |
| 14 | Mad for Tea                 | Pazzi per il tè                         | 6 luglio 2016     | 7 ottobre 2016   |
| 15 | Carpet Jacked               | Senza tappeto                           | 7 luglio 2016     | 14 ottobre 2016  |
| 16 | The Night is Young          | The Night is Young                      | 14 luglio 2016    | 14 ottobre 2016  |
| 17 | Neon Lights Out             | Ospite a sorpresa                       | 15 luglio 2016    | 21 ottobre 2016  |
| 18 | Hooked On Ben               | Un'altra figlia di un cattivo a Auradon | 15 luglio 2016    | 21 ottobre 2016  |